# Dasia (ö i Sporaderna)
Dasia är en mindre ö i Grekland. Den ligger strax väster om Skopelos i ögruppen Sporaderna och regionen Thessalien, i den östra delen av landet, 130 km norr om huvudstaden Aten. Arean är 0,45 kvadratkilometer.